# Giacomo Longo (compositore)
Giacomo Longo (Messina, 15 febbraio 1833 – Messina, 1906) è stato un compositore italiano.

## Biografia

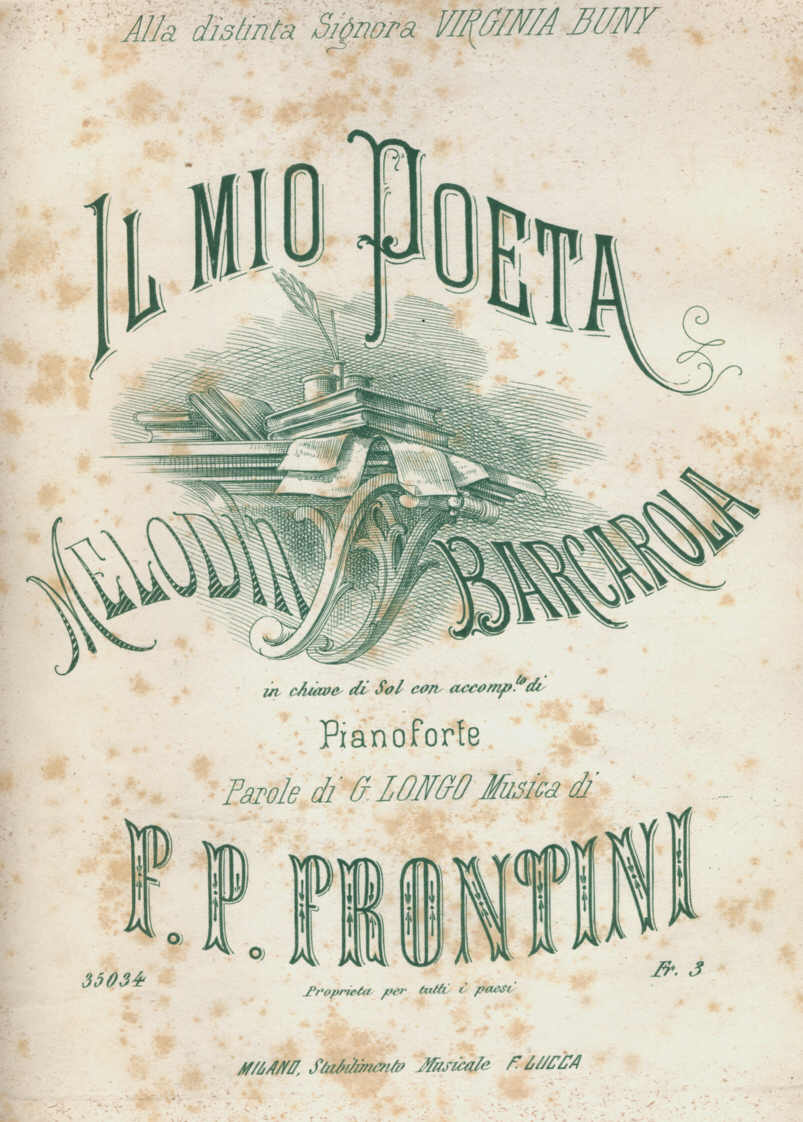
ed F. Lucca, 1883., Musica di Francesco Paolo Frontini.

Studiò sotto la guida del maestro Paolo Abbagnato, quindi si perfezionò sotto Mario Aspa di cui divenne l'allievo prediletto.
Nel 1859 diede a Messina il suo primo lavoro melodrammatico, l'opera: Ezzelino III, ottenendo un buon successo.
Arruolatosi nei garibaldini, prese parte alla giornata campale di Milazzo; terminate le guerriglie, viaggiò per fini artistici e di studio, visitando le principali città d'Italia; ritornato a Messina si dedicò all'insegnamento del canto e del pianoforte, fondandovi pure la prima scuola di canto corale.
Nel 1871 ebbe la nomina di direttore d'orchestra del Teatro Vittorio Emanuele II. Pubblicò presso le case editrici Ricordi e Lucca varie composizioni vocali e per pianoforte, e scrisse inoltre Cantate d'occasione ed alcune Sinfonie.

## Opere
- Spera!: Scherzo per Pianoforte / Giacomo Longo Milano: F. Lucca, [1873 circa]
- Inno a re Vittorio Emanuele : Riduzione della marcia reale a canto corale in chiave di Sol con accomp.to di Pianoforte per gli alunni del R. Convitto Alighieri di Messina / Parole di B. Barbagallo ; [musica di] Giacomo Longo Milano : F. Lucca, [1874 circa]
- Melodia per mezzo soprano con accompagnamento di Pianoforte / Parole di Raffaele Villari ; [musica di] Giacomo Longo Milano : F. Lucca, [1870 circa]
- Ti pare! : Scherzo-polka per la banda dell'Ospizio Cappellini di Messina : Riduzione per Pianoforte / Giacomo Longo Milano : F. Lucca, [1869 circa]
- 23 aprile : Canto scritto per gli alunni del R. Convitto Alighieri di Messina e da essi eseguito in occasione dell'11. anniversario delle nozze di S.M. la regina d'Italia / Parole di G. Cesareo ; [musica di] Giacomo Longo Milano : D. Vismara, [1878 circa]
- Cavatina / Che piacere è !| far l'amore / del Maestro / Sig.r Longo [MANOSCRITTO]
- Il mio poeta , parole di G. Longo, musica di Francesco Paolo Frontini, F. Lucca, [1883]